# Apatura setia
Apatura setia är en fjärilsart som beskrevs av Hans Fruhstorfer 1913. Apatura setia ingår i släktet Apatura och familjen praktfjärilar. Inga underarter finns listade i Catalogue of Life.